# صبري بن سلامة شاهين
صبري بن سلامة سلامة شاهين آل حسين (1959) هو كاتب وقاص مصري، له العديد من المؤلفات وتحقيقات الكتب وقصص الأطفال.

## سيرة
ولد صبري في 11 أيلول /سبتمبر 1959م في كفر الشوبك مركز شبين القناطر محافظة القليوبية، في مصر. حاز شهادة ليسانس لغة عربية وعلوم إسلامية سنة 1984م من دار العلوم جامعة القاهرة. عمل في مجال التدريس سنة واحدة، ثم عمل في مجال نشر الكتاب تدقيقًا وتحقيقًا وتحريرًا وتأليفًا.

## أعماله

### التحقيق
1. تحفة اللبيب في شرح التقريب، في الفقه الشافعي، لابن دقيق العيد، دار أطلس بالرياض.
2. صفة الجنة، لضياء الدين المقدسي، دار بلنسية بالرياض.
3. تجريد التوحيد المفيد للمقريزي، ويليه تطهير الاعتقاد للصنعاني، دار القبس بالرياض.
4. القول السديد شرح كتاب التوحيد، للسعدي، دار الثبات ودار القبس.
5. كتاب التوحيد لابن رجب الحنبلي، دار القاسم بالرياض.
6. الفريد شرح كتاب التوحيد، للشيخ عبد الرحمن البراك، دار القاسم، ودار الصفوة بالقاهرة.
7. الرد على الجهمية والزنادقة، للإمام أحمد بن حنبل، دار الثبات، ودار الحجاز.
8. مجموع الصالحي في حمى التوحيد (21 رسالة لمجموعة من العلماء) دار القبس.
9. الوصية الصغرى، لشيخ الإسلام ابن تيمية، دار الحميضي.
10. غاية النفع في شرح حديث تمثيل المؤمن بخامة الزرع، لابن رجب الحنبلي، دار الحميضي بالرياض.
11. التنبيهات حول المقام ومنى واقتراحات، للشيخ علي الصالحي، دار القبس.
12. منتقى الفوائد المنقولة، لجملات السلمي، دار القاسم.
13. الضوء المنير على التفسير (7 مجلدات) لابن قيم الجوزية، جمع الشيخ علي الصالحي، دار القبس.
14. المحبة الإلهية: شروطها وأركانها وحقيقتها ونواقضها، للشيخ شحات الصاوي (تحت الطبع).
15. ترجيحات الحنابلة واختياراتهم الفقهية (مجلدان) العبيكان للنشر بالرياض.
16. الملخص شرح كتاب التوحيد، للشيخ صالح الفوزان، دار الفرقان بالقاهرة.
17. المختصر شرح العقيدة الطحاوية، للشيخ صالح الفوزان، دار الفرقان بالقاهرة.
18. شرح مسائل الجاهلية، للشيخ صالح الفوزان، دار الفرقان بالقاهرة.
19. مجالس شهر رمضان، ويليه: إتحاف أهل الإيمان، للشيخ صالح الفوزان، دار الفرقان بالقاهرة.
20. أخلاق حملة القرآن، الآجري، دار القبس بالرياض
21. هذا المنسك الشريف: أحمد بن محمد النعمان، دار الصفوة بالقاهرة.

### التأليف
1. سير أعلام التابعين، دار القاسم
2. كتاب الحاج الشامل
3. غيرة الزوجات: إضاءات وممارسات واقعية. مكتبة العبيكان.
4. فضائل الأقوال والأعمال والأوقات والبلدان، دار القاسم
5. وقفات مع الأسرة، دار الوطن
6. الأذكار أمان واطمئنان، مؤسسة الجريسي.
7. أدعية الحج والعمرة، مؤسسة الجريسي.
8. تذكير ذوي القلوب بخطر المعاصي والذنوب، دار السلام بالرياض.
9. أيهما آمن، للشباب، دار المسلم.
10. أيها المجتهد أنت على خطر، للشباب، دار الفرقان بالرياض.
11. الصراع مع الشيطان، للشباب، دار الفاروق بمصر.
12. الجريمة الأولى، للشباب، دار الفاروق بمصر.
13. الطاغوت الأكبر،  للشباب، دار الفاروق بمصر.
14. المؤمن بين البلاء والصبر، دار الحميضي.
15. الميسر المفيد في علم التجويد، دار ابن خزيمة بالرياض
16. آداب السلام للطفل المسلم، للأطفال، دار الفاروق بمصر
17. أصول الطاعات، دار ببلومانيا، القاهرة.
18. المنتقى من آداب الفتى، دار الصفوة بالقاهرة.
19. أبواب مفتحة وستور مرخاة، مكتبة العبيكان، الرياض، بطريقة الأنفوجرافيك، فكرة محمد بن عبد الله الفريح، مدير النشر والترجمة في شركة العبيكان.[6]

### قصص للأطفال
1. جزاء من لم يسمع كلام أبويه، دار القاسم.
2. حتى النمل يكره الكذب، دار القاسم.
3. حتى القرود تكره الغش، دار المسلم.
4. الرجل الذي غلب الشيطان، دار المسلم.
5. كما تدين تدان، دار ابن الجوزي بالدمام.
6. الجماعة رحمة والفرقة عذاب، دار ابن الجوزي بالدمام.
7. الأدب مع الله عز وجل، دار العصر بالرياض.
8. الأدب مع النبي صلى الله عليه وسلم، دار العصر.
9. الأدب مع الوالدين، دار العصر.
10. الأدب مع الجار، دار العصر.
11. العصفورة الذكية (تحت الطبع).
12. الثعلب الحكيم، (تحت الطبع).
13. السلحفاة الطائرة (تحت الطبع).
14. الوحش المحترم (تحت الطبع).
15. الكون يشهد بالإسلام 1-5 (تحت الطبع).

### مطويات
1. صنائع المعروف تقي مصارع السوء، دار القاسم.
2. الرضا عن النفس يورد المهالك، دار القاسم.
3. لصوص المحبة، دار القاسم.
4. البلاء نعمة، دار القاسم.

وأعدّ برنامجا للفتيان في إذاعة القرآن الكريم بالرياض (برنامج فتية الإسلام). طبع في سبعة عشر كتيبًا صغيرًا في دار بلنسية. كذلك أعد عددًا من برامج قناة المجد للحديث النبوي الشريف بالرياض، والرسائل الدعوية لجوال مجلة البيان.